# San Francisco Examiner
San Francisco Examiner – amerykański dziennik wydawany w San Francisco od lat 60. XIX wieku.
Najczęściej jako datę powstania dziennika podaje się rok 1865, lecz gazeta była wydawana wcześniej (od 20 października 1863 pod tytułem The Daily Democratic Press. W 1880 gazetę nabył George Hearst, który przekazał ją w 1887 swojemu synowi Williamowi Randolphowi Hearstowi.